# Monte Carlo Masters 2000 - Qualificazioni doppio
Le qualificazioni del doppio  del Monte Carlo Masters 2000 sono state un torneo di tennis preliminare per accedere alla fase finale della manifestazione. I vincitori dell'ultimo turno sono entrati di diritto nel tabellone principale. In caso di ritiro di uno o più giocatori aventi diritto a questi sono subentrati i lucky loser, ossia i giocatori che hanno perso nell'ultimo turno ma che avevano una classifica più alta rispetto agli altri partecipanti che avevano comunque perso nel turno finale.
Le qualificazioni del doppio del torneo Monte Carlo Masters 2000 prevedevano 8 coppie partecipanti di cui 2 sono entrate nel tabellone principale.

## Teste di serie
1. Michael Hill /  Dominik Hrbatý (primo turno)
2. Devin Bowen /  Martín Rodríguez (ultimo turno)

1. Daniel Orsanic /  Antonio Prieto (primo turno)
2. Albert Portas /  German Puentes-Alcaniz (primo turno)

## Qualificati
1. Markus Hipfl  /   Rainer Schüttler

1. Francisco Montana  /   Thomas Shimada

## Tabellone

### Legenda
| - Q = Qualificato - WC = Wild card - LL = Lucky loser | - ALT = Alternate - SE = Special Exempt - PR = Protected Ranking | - w/o = Walkover - r = Ritirato - d = Squalificato |

### Sezione 1
|  | Primo turno | Primo turno                          | Primo turno | Primo turno | Primo turno |  |  | Ultimo turno                      | Ultimo turno                      | Ultimo turno                      | Ultimo turno | Ultimo turno |  |
|  |             |                                      |             |             |             |  |  |                                   |                                   |                                   |              |              |  |
|  |             | Markus Hipfl Rainer Schüttler        | 7           | 2           | 6           |  |  |                                   |                                   |                                   |              |              |  |
|  | 1           | Michael Hill Dominik Hrbatý          | 5           | 6           | 2           |  |  | Markus Hipfl Rainer Schüttler     | Markus Hipfl Rainer Schüttler     | Markus Hipfl Rainer Schüttler     | 6            | 7            |  |
|  |             | Paul-Henri Mathieu Cyril Saulnier    | 4           | 6           | 7           |  |  | Paul-Henri Mathieu Cyril Saulnier | Paul-Henri Mathieu Cyril Saulnier | Paul-Henri Mathieu Cyril Saulnier | 2            | 5            |  |
|  | 4           | Albert Portas German Puentes-Alcaniz | 6           | 1           | 5           |  |  |                                   |                                   |                                   |              |              |  |

### Sezione 2
|  | Primo turno | Primo turno                      | Primo turno                      | Primo turno | Primo turno |  |  | Ultimo turno | Ultimo turno                     | Ultimo turno | Ultimo turno | Ultimo turno |  |
|  |             |                                  |                                  |             |             |  |  |              |                                  |              |              |              |  |
|  | 2           | Devin Bowen Martín Rodríguez     | Devin Bowen Martín Rodríguez     | 7           | 6           |  |  |              |                                  |              |              |              |  |
|  |             | Julien Boutter Michaël Llodra    | Julien Boutter Michaël Llodra    | 5           | 2           |  |  | 2            | Devin Bowen Martín Rodríguez     | 3            | 7            | 5            |  |
|  |             | Francisco Montana Thomas Shimada | Francisco Montana Thomas Shimada | 7           | 6           |  |  |              | Francisco Montana Thomas Shimada | 6            | 62           | 7            |  |
|  | 3           | Daniel Orsanic Antonio Prieto    | Daniel Orsanic Antonio Prieto    | 5           | 3           |  |  |              |                                  |              |              |              |  |